# Inga Kamp
Inga E.E. Kamp (Inga E.E. Rentzsch-Holm, 1970) is een Duitse sterrenkundige die werkzaam is aan de Rijksuniversiteit Groningen.

## Levensloop
Kamp promoveerde in 1997 aan het Institut für Theoretische Physik und Astrophysik, Kiel (Duitsland) bij Hartmut Holweger op een proefschrift met de titel  Kohlenmonoxid in den zirkumstellaren Scheiben junger A-Sterne. Daarna deed ze daar een postdoc. In 2000 kwam ze als Marie-Curie fellow naar Nederland en deed twee postdocs aan de Universiteit Leiden. Van 2004 tot 2007 was ze assistent astronoom voor ESA bij het STScI in Baltimore (VS). In 2008 werd ze benoemd tot universitair docent aan de Rijksuniversiteit Groningen.
Sinds 2017 is ze hoogleraar aan het Kapteyn Instituut van de Rijksuniversiteit Groningen. Tevens was ze sinds 2013 adjunct-directeur en is ze sinds 2025 directeur van dat instituut. Ze onderzoekt stervorming, planeetvorming en de chemie van sterren.
Planetoïde (12938) Ingakamp is naar haar vernoemd.